# Boardman Robinson

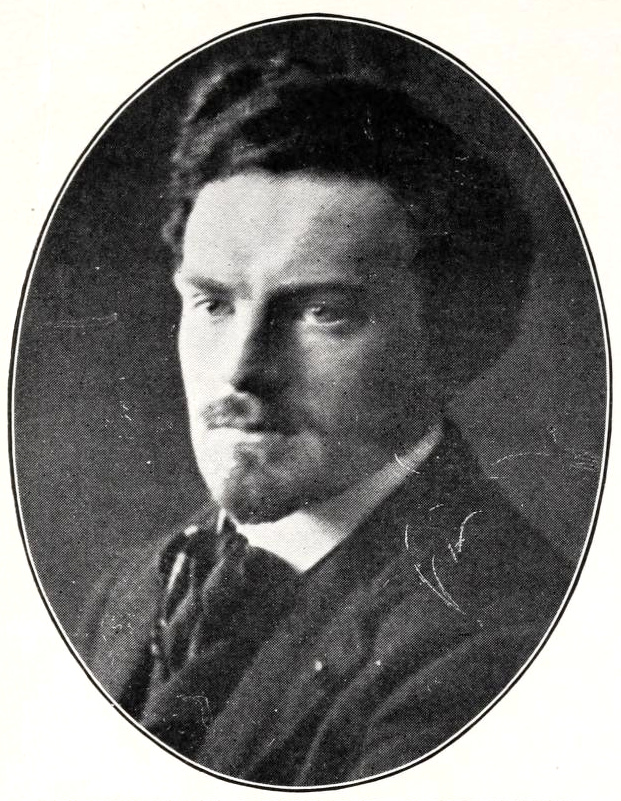
Boardman Michael Robinson, um 1900

Boardman „Mike“ Michael Robinson (* 6. September 1876 in Somerset, Nova Scotia, Kanada; † 5. September 1952 in Stamford, Connecticut, USA) war ein kanadisch-amerikanischer Zeichner, Karikaturist und Maler, der für seine politischen Karikaturen und Wandmalereien bekannt wurde.

## Leben
Boardman Robinson wurde als Sohn eines Kapitäns geboren und verbrachte seine Kindheit in Wales. Später zog er in die Vereinigten Staaten, wo er an der Massachusetts Art School in Boston studierte. Anschließend setzte er seine Ausbildung an der Académie Colarossi und der École nationale supérieure des Beaux-Arts in Paris fort. Am 28. November 1903 heiratete er Sarah Senter Whitney in Plessis-Trévise, Frankreich. Nach ersten Anstellungen als Art Director bei Vogue und als Karikaturist für den New York Morning Telegraph arbeitete Boardman Robinson ab 1910 für die New York Tribune, wo er einen unverwechselbaren Zeichenstil entwickelte. Er setzte sich für das Frauenwahlrecht ein und illustrierte für die Zeitschrift The Suffragist der Congressional Union for Women Suffrage (CUWS).
Boardman Robinson war überzeugter Sozialist und trat 1914 der Redaktion der linksgerichteten Zeitschrift The Masses bei, für die er politische Karikaturen zeichnete. 1915 reiste er mit dem Journalisten John Reed als Kriegsberichterstatter für das Metropolitan Magazine nach Europa und berichtete von den Fronten in Frankreich, Deutschland, Russland, Serbien, Rumänien und Bulgarien. Seine Illustrationen erschienen in Reeds Buch War in Eastern Europe (1916).  

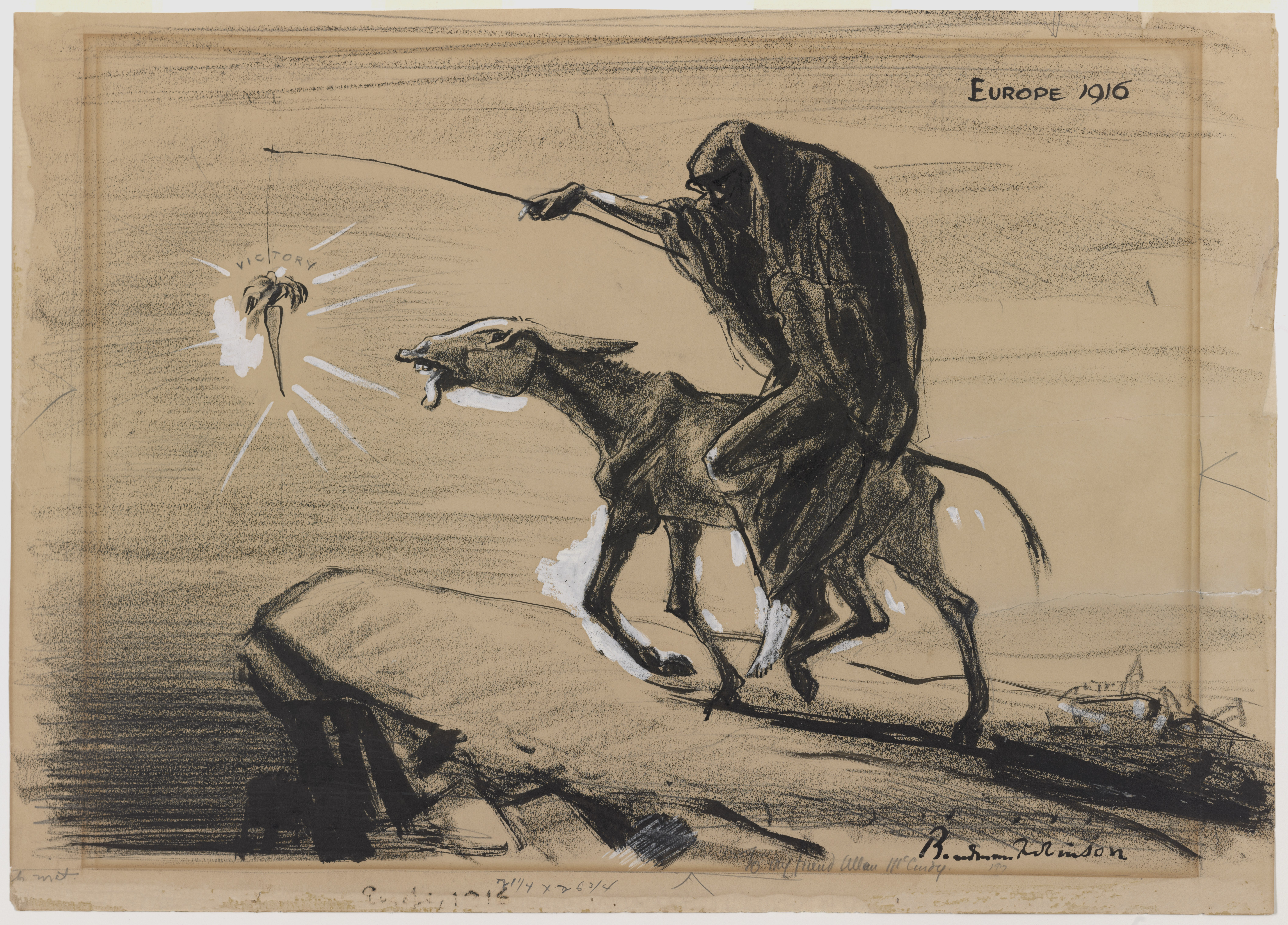
Europe 1916. Veröffentlicht in: The Masses, v. 8 (Oktober 1916), S. 18–19.

Nach dem Kriegseintritt der USA 1917 geriet The Masses wegen seiner kriegskritischen Haltung unter Druck. Robinson und andere Redaktionsmitglieder wurden wegen Verstoßes gegen den Espionage Act angeklagt. Nach zwei Prozessen wurde das Verfahren schließlich eingestellt, die Zeitschrift musste jedoch ihr Erscheinen einstellen.  
1918 war Boardman Robinson Mitbegründer der Zeitschrift The Liberator, die als Nachfolger von The Masses galt. Ab 1919 lehrte er an der Art Students League of New York, wo er an der Entwicklung einer progressiven Lehrmethode beteiligt war. 1936 wurde er Direktor des Colorado Springs Fine Arts Center. Zu seinen Schülern gehörten Edmund Duffy, Jacob Burck, Bill Tytla und Russell Wright. Robinson schuf auch Wandmalereien, unter anderem für das Rockefeller Center und das Justizministerium in Washington. Robinson starb am 5. September 1952.